# Dharius
Dharius, pseudonimo di Alan Alejandro Maldonado Tamez (Monterrey, 24 settembre 1984), è un rapper messicano.
È conosciuto anche come DHA, MC Dharius ed El Tirano, che era meglio conosciuto per essere stato parte del gruppo Cartel de Santa.

## Stile e influenze
Lo stile rap di Dharius si rifanno a un tipico stile gangsta rap. In un'intervista, Dharius ha dichiarato che le sue più grandi ispirazioni rap sono state Cypress Hill, Snoop Dogg e N.W.A.

## Discografia

### Da solista
- 2014 - Directo Hasta Arriba[4]
- 2018 - Mala Fama, Buena Vidha[5]

### Con i Cartel de Santa
- 2002 – Cartel de Santa
- 2004 – Vol. II
- 2006 – Volumen Prohibido
- 2008 – Vol. IV
- 2010 – Sincopa[6]
- 2012 - Me Atizo Macizo tour en vivo desde el D.F.